# Шатијон сир Бруе
Шатијон сир Бруе (фр. Châtillon-sur-Broué) насеље је и општина у североисточној Француској у региону Шампањ-Арден, у департману Марна која припада префектури Витри ле Франсоа.
По подацима из 2011. године у општини је живело 68 становника, а густина насељености је износила 10,26 становника/km². Општина се простире на површини од 6,63 km². Налази се на средњој надморској висини од 136 метара.

## Демографија
| 1962. | 1968. | 1975. | 1982. | 1990. | 1999. | 2011. |
| ----- | ----- | ----- | ----- | ----- | ----- | ----- |
| 56    | 57    | 43    | 53    | 53    | 60    | 68    |

График промене броја становника у току последњих година